# Ryūsei Maru
SS „Ryūsei Maru” (pierwotnie SS „Bra-Kar”) – statek towarowy oddany do służby w 1911 roku, pływający najpierw pod banderą norweską, a następnie pod banderą japońską.
W latach 1911–1938 pływał pod flagą różnych norweskich linii żeglugowych, a jego nazwa była kilkukrotnie zmieniana. W 1938 roku został sprzedany do Japonii i przemianowany na „Ryūsei Maru”. W czasie wojny na Pacyfiku był wykorzystywany przez Cesarską Armię Japońską do transportu wojska i materiałów wojennych. 25 lutego 1944 roku, gdy przewoził 6,6 tys. japońskich żołnierzy z Surabai na Ambon, został zatopiony na Morzu Balijskim przez amerykański okręt podwodny USS „Rasher”. Wraz z nim zginęło 4998 pasażerów i członków załogi.

## Dane techniczne
„Ryūsei  Maru” był statkiem towarowym o długości 117,34 metrów, szerokości 15,54 metrów i zanurzeniu 8,41 metrów. Jego pojemność wynosiła 4777 BRT (według innych źródeł – 4861 BRT).
Statek był wyposażony w jedną śrubę. Napęd zapewniała maszyna parowa potrójnego rozprężania o mocy 349 NHP. Osiągał prędkość 9 węzłów.

## Historia

### Przebieg służby
Budowę statku rozpoczęto w 1910 roku w stoczni Tyne Iron Shipbuilding Company w Willington Quay. Wodowanie miało miejsce 14 lutego 1911 roku; wtedy też jednostce nadano nazwę „Bra-Kar”. Do służby weszła w następnym miesiącu .
Statek został zbudowany na zamówienie norweskich linii A/S Bonheur z siedzibą w Oslo, należących do Freda Olsena. Pływał pod ich flagą przez pierwsze lata służby. W 1915  lub 1916 roku został zakupiony przez Henrika Østervolda, a jego nazwę zmieniono na „Havø”. W 1920 stał się własnością należących do tego samego przedsiębiorcy linii żeglugowych Rederi A/S z siedzibą w Bergen .
W 1935 roku został sprzedany liniom Far Eastern Steamship Company Ltd A/S z siedzibą w Bergen, które należały do norweskiego przedsiębiorcy Johana Grana. Nazwę statku zmieniono wtedy na „Mabuhay II”.
W 1938 roku statek nabył Masaichi Matsumoto z Kobe. W konsekwencji jego nazwę zmieniono na „Ryūsei Maru”.
W czasie wojny na Pacyfiku został zarekwirowany przez Cesarską Armię Japońską. W maju 1942 roku odbył rejs z Shimonoseki do Singapuru w ramach konwoju nr 109. W sierpniu tegoż roku został zwrócony właścicielowi. W 1943 roku stał się własnością linii Nakamura Kisen Kabushiki Kaisha, które przejęły przedsiębiorstwo Matsumoto. W październiku tegoż roku popłynął w konwoju nr 108 z Moji do Takao. W następnym miesiącu został ponownie zarekwirowany przez Cesarską Armię .

### Zatopienie
24 lutego 1944 roku w porcie w Surabai na „Ryūsei Maru” zaokrętowano około 6,6 tys. japońskich żołnierzy z różnych jednostek. Jeszcze tego samego popołudnia wyruszył w rejs . Towarzyszył mu statek „Tango Maru”, którym transportowano około 3,5 tys. osób – robotników przymusowych z Jawy oraz kilkuset jeńców wojennych. Eskortę tego niewielkiego konwoju stanowiły trałowce W-8 i W-11 oraz pomocniczy ścigacz okrętów podwodnych „Takunan Maru nr 5”. Celem rejsu był Ambon.
Dzięki złamaniu japońskich szyfrów amerykański wywiad radiowy był w stanie śledzić ruchy konwoju. Tego samego dnia, w którym wypłynął z Surabai, amerykańskie dowództwo skierowało w celu jego przechwycenia dwa okręty podwodne: USS „Raton” i USS „Rasher”.
25 lutego około godziny 17:30, gdy konwój znajdował się w odległości około 25 mil morskich na północ od Bali, oba amerykańskie okręty nawiązały z nim kontakt: „Raton” radarowy, a „Rasher” wzrokowy. Pod osłoną zmierzchu i szkwału ten drugi zdołał zająć dogodną pozycję do ataku. O godzinie 19:43 storpedował „Tango Maru”, który zatonął w ciągu pięciu minut wraz z ponad trzema tysiącami pasażerów.
Oba okręty podwodne podjęły następnie pościg za „Ryūsei Maru”, który usiłował się oddalić z prędkością 7,5 węzłów. Ostatecznie to „Rasher”, po trwającym ponad półtorej godziny podejściu, zdołał kolejny raz zająć dogodną pozycję do ataku. O godzinie 21:27 wystrzelił cztery torpedy, z których trzy dosięgły japoński statek. „Ryūsei Maru” zatonął w ciągu sześciu minut, a wraz z nim zginęło 4998 japońskich żołnierzy i marynarzy. 
Tym samym na dwóch statkach zatopionych przez „Rashera” zginęło tego dnia łącznie około 8 tys. osób. Był to jeden z najbardziej zabójczych ataków podwodnych w historii wojen morskich.